# Henri Rieben
Henri Rieben, né le 23 mars 1921 à Épalinges et mort dans la même ville le 11 janvier 2006 est un politologue et professeur suisse.

## Biographie
Docteur de la Faculté des hautes études commerciales de l'Université de Lausanne en 1952, il publie deux ans plus tard sa thèse Des ententes de maîtres de forges au Plan Schuman où il  expose l'origine et les raisons d'être du traité de la CECA. Jean Monnet, le concepteur de ce traité, découvre l'ouvrage et fait aussitôt appel à lui.
En 1957, il participe à la fondation à Lausanne du Centre de recherches européennes et créé dans la même ville la première chaire d'intégration européenne. Il est alors secrétaire administratif du Comité d'Action pour les États-Unis d'Europe et commence la publication des Cahiers rouges. Dans le même temps, il rassemble les documents originels de la CECA (Communauté européenne du charbon et de l'acier).
En 1978, Jean Monnet lui confie ses archives personnelles. Il fonde alors la Fondation Jean Monnet pour l'Europe qu'il préside jusqu'à fin 2005.

## Publications
- La suisse et le marché commun, Lausanne, First Edition, 1960
- Le chemin européen, Lausanne, First Edition, 1963
- Un changement d'espérance dans l'histoire, 1975
- À l'écoute de Jean Monnet, Les Cahiers rouges, 2004 (ISBN 2-9700266-2-7)Coécrit avec Claire Camperio-Tixier et Françoise Nicod

## Filmographie
- Henri Rieben, une vie pour l'Europe de Jean Monnet, documentaire de Philippe Nicolet, 2006.